# Phoxomylus
Phoxomylus — це вимерлий рід палехтонід плезіадапіформних, який існував в Альберті, Канада, під час пізнього палеоцену (найраніша епоха Тіффана). Його вперше назвав Річард С. Фокс у 2011 році, типовий вид — Phoxomylus puncticuspis. Голотип, відкритий у формації Паскапу Гордоном П. Юзвішиним 10 липня 1988 року.